# Astika (sabio hinduista)

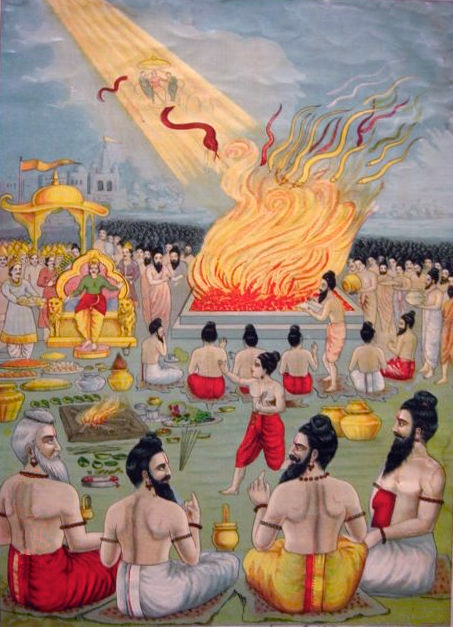
Representación artística (de los años 1920) del genocidio de la tribu naga perpetrado por el rey Yanam Eyaia (esta imagen utiliza otra acepción de la palabra sánscrita naga, que significa también ‘serpiente’). Astika ―el niño vestido con un dhoti rojo en el centro cercano del cuadro― convence al rey de detener el absurdo sacrificio.

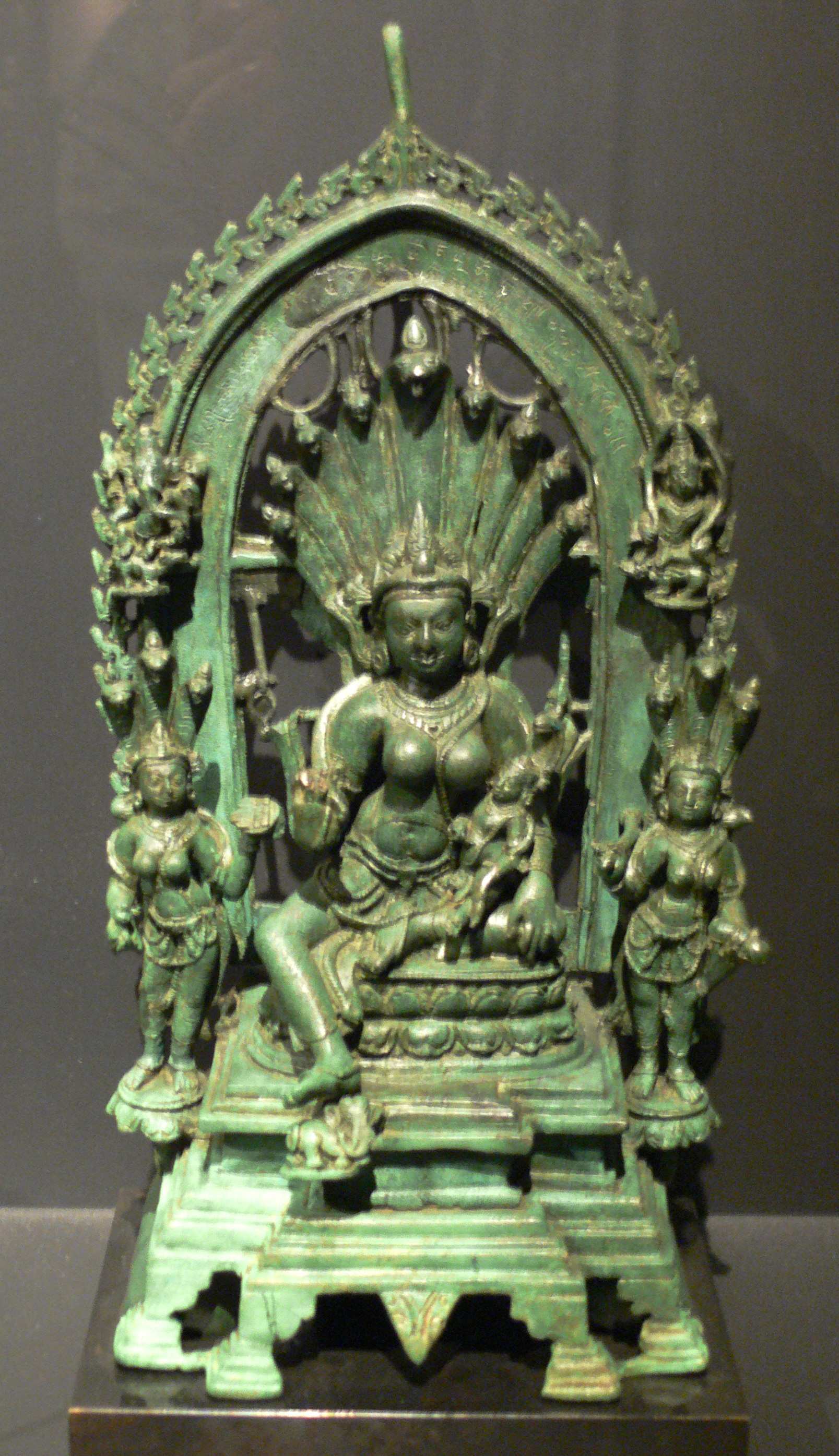
Astika en el regazo de su madre, la diosa Manasa (siglo X, bronce del Imperio pala, en la actual Bijar).

En el texto épico Majabhárata (siglo III a. C.), Astika fue un muni (sabio silencioso) hijo de Yarat-Karu y Manasa, la diosa de las serpientes.
Su historia aparece también en el Jari-vamsha (primeros siglos d. C.)
Una sección (parva) del primer libro del Majabhárata se llama «Āstīkaṃ-parva».

## Etimología
- āstīka, en el sistema AITS (alfabeto internacional para la transliteración del sánscrito).
- आस्ती, en escritura devanagari del sánscrito.
- Pronunciación: /astíka/.[2]
- Etimología: ‘piadoso’, creyente en Dios; siendo asti: ‘hay [Dios]’.[2]

### Leyenda
El Majabhárata (siglo III a. C.) narra la historia del nacimiento de Astika.
El sabio Yarat Karu (‘hacedor de vejez’) había decidido abstenerse del sexo y dedicar su vida a practicar severas austeridades.
Una vez se encontró con un grupo de hombres colgando cabeza abajo de las ramas de un árbol.
Los hombres le contaron que eran sus antepasados, quienes habían sido condenados a esa eterna vida miserable porque sus descendientes los habían olvidado y no realizaban regularmente los ritos funerarios sraddha.
Le pidieron a Yarat Karu que se casara y tuviera un hijo que los liberara de esa vida miserable como bhutas (fantasmas) y pisachas (espectros) mediante la realización regular de sraddha.
El naga (‘serpiente’) Vasuki entonces le ofreció a Yarat Karu la mano de su hermana Manasa.
Una vez que Manasa tuvo a su bebé, Astika, Yarat Karu la abandonó. 
Astika se pasó toda la infancia y juventud realizando sraddha para liberar a cada uno de sus antepasados.
Cuando Astika era apenas un joven, también ayudó a salvar a la etnia naga de la destrucción.
Hacía varias décadas, su tío ―el naga Taksaka (hermano de Manasa)― mató al rey Majarash Pariksit.
El hijo de este ―el rey Yanam Eyaia― quiso vengar la muerte de su padre matando no solo a Taksaka sino a toda su raza.
Realizó un gigantesco sacrificio ritual de fuego para matar nagas (sarpa-satra), donde invitó a todos los sabios de la región para revertir el karma que la matanza generaría sobre sí.
Cuando ya había acabado con casi todos los miembros del pueblo naga, el niño sabio Astika se acercó al rey y lo convenció con argumentos de la estupidez de su pecado.
Los nagas sobrevivientes no intentaron vengarse, y vivieron en paz con los belicosos kurus.